# Phare arrière de Baker Shoal

Le phare arrière de Baker Shoal (en anglais : Baker Shoal Range Rear Light) est un phare servant de feu d'alignement arrière situé sur la Delaware, à  Port Penn (en) dans le Delaware.

## Historique
Le premier phare arrière de Baker Shoal servait à l'origine de feu arrière de Port Penn-Reedy Island à Port Penn. Il est devenu le feu arrière Baker Shoal en 1904 lorsque l'ancienne gamme a été abandonnée en raison du déplacement du canal. 
Il a été remplacé par une autre tour métallique, un peu moins haute, située à environ 1 km au sud de l'ancien site. Il est toujours en activité.

## Description
Le phare actuel est une tour métallique à claire-voie de 20 m de haut, montée sur une plateforme carrée.
Son feu isophase émet, à une hauteur focale de 20 m, une lumière blanche de 3 secondes par période de 6 secondes, visible uniquement sur la ligne de portée. 

## Caractéristiques dufeu maritime
Fréquence : 6 secondes (W)
- Lumière : 3 secondes
- Obscurité : 3 secondes

Identifiant : ARLHS : USA-029 ; USCG : 2-2511  ; Amirauté : J1298.1.

### Lien connexe
- Liste des phares du Delaware